# Parcul Xiangshan
Parcul Xiangshan (în chineză: 香山公园, Xiangshan Gongyuan, literalmente „Parcul Dealurilor Parfumate”) este un parc public, fostă grădină imperială, situat la poalele Dealurilor de Vest din districtul Haidian, în partea de nord-vest a Beijing, China. Anterior a fost cunoscut și sub numele de Grădina Jingyi (în chineză: 靜宜園, Jingyiyuan). Parcul are o suprafață de 395 acri (160 ha) și este format dintr-o pădure naturală de pin-chiparos, dealuri cu arțari, scumpii și kaki, precum și zone amenajate cu arhitectură tradițională și relicve culturale. Numele provine de la punctul cel mai înalt din parc, Xianglu Feng (Vârful Arzătorului de Tămâie), un deal înalt de 557 m, cu două pietre mari în vârf care seamănă cu niște arzătoare de tămâie.

## Nume

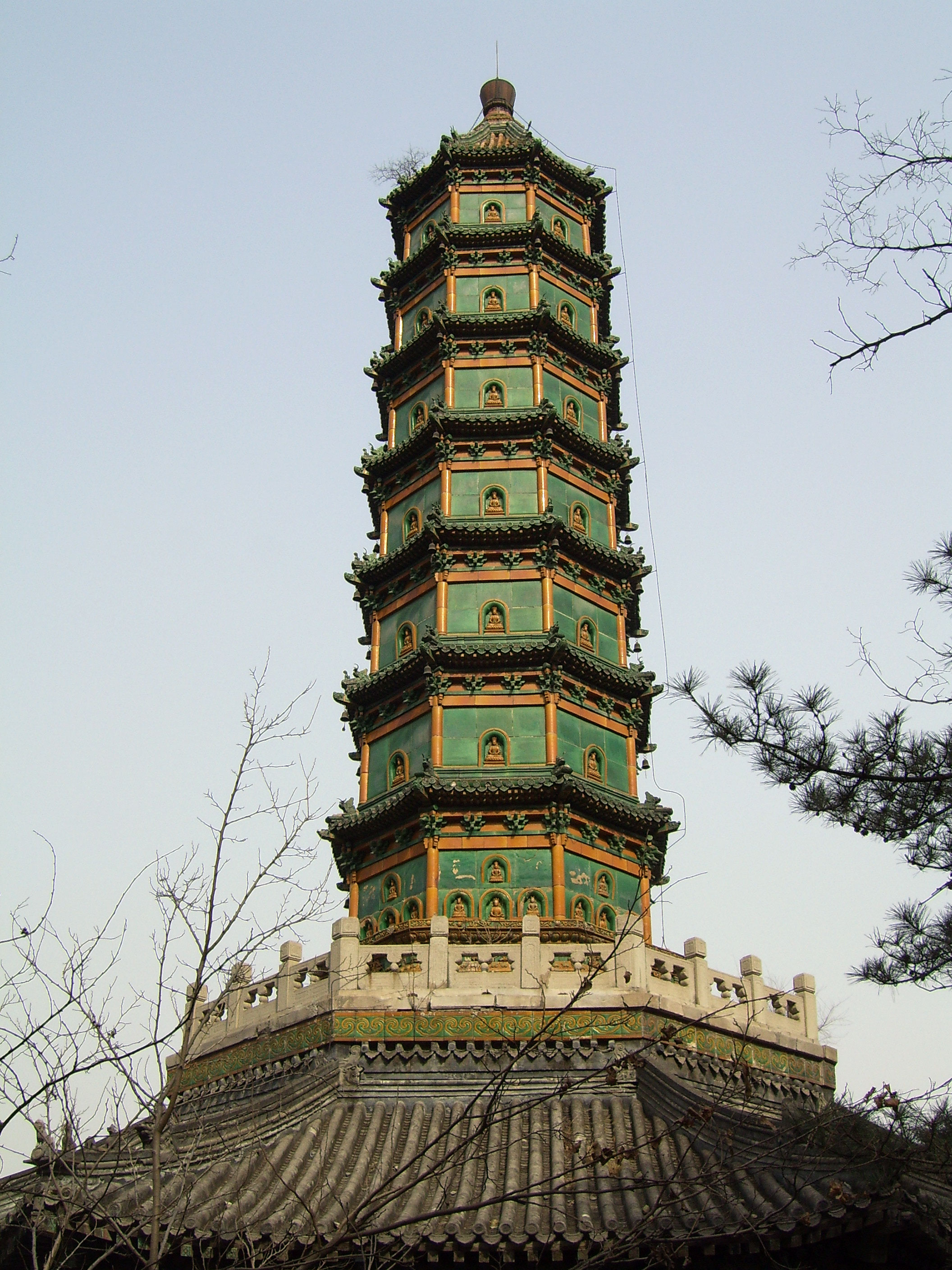
Pagoda Dealurilor Parfumate, construită în 1780. Deși forțele străine au ars mănăstirea din jur în anul 1900, pagoda a supraviețuit incendiului.

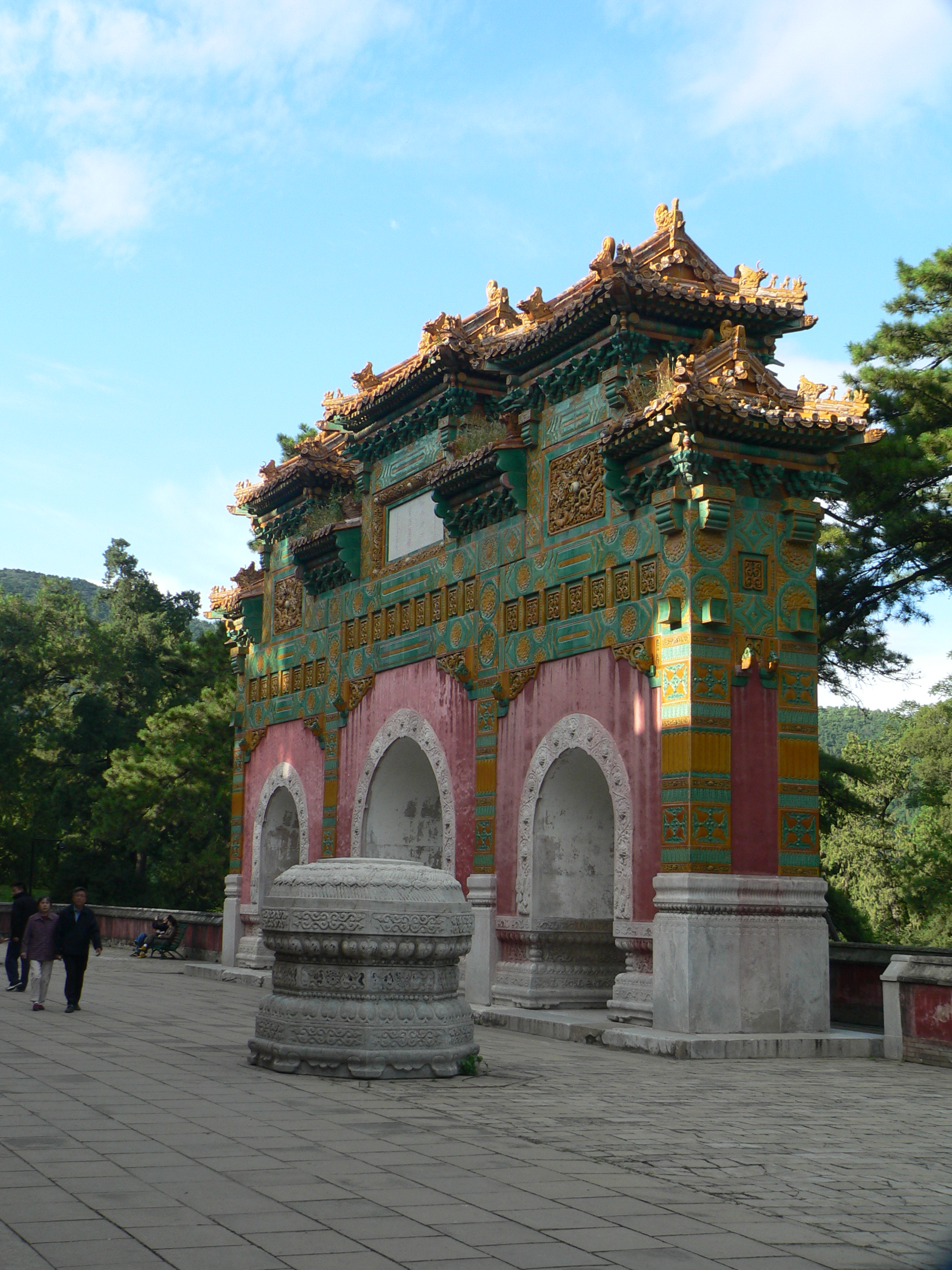

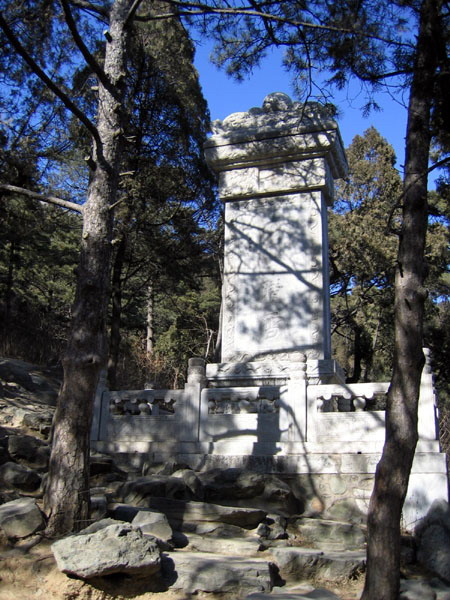

Silaba xiang din numele Xiangshan se referă la tămâie și nu la parfum. Acest nume este poate derivat din numele celui mai înalt vârf, Xianglu Feng (香炉峰), literalmente „Vârful Arzătorului de Tămâie”. Arzătorul de tămâie turnat în bronz (cu rădăcini în bronzuri ritualice) este un obiect întâlnit în mod obișnuit în temple. Tămâia a fost, de asemenea, deseori folosită ca metonim pentru temple.

## Istoric
Parcul a fost construit în 1186 în timpul dinastiei Jin (1115-1234) și a fost extins în timpul dinastiei Yuan și dinastiei Ming. În 1745, Împăratul Qianlong (1711-1799) din dinastia Qing a comandat adăugarea multor săli, pavilioane și grădini noi, pe care le-a denumit Palatul Jingyi (Grădina Liniștii și Plăcerii). Multe dintre relicvele din parc au fost afectate de trupe străine pe parcursul a două atacuri majore. În 1860, trupele britanice au incendiat Vechiul Palat de Vară, care a ars complet, împreună cu Grădinile Strălucirii Perfecte, provocând pagube importante multor relicve în parc. Un alt atac, în 1900, efectuat de Alianța celor Opt Națiuni, a provocat distrugeri în parc și la Palatul de Vară construit de Împărăteasa văduvă Cixi. Din 1949, guvernul chinez a fost implicat în restaurarea continuă și dezvoltarea zonei.
Parcul Dealurilor Parfumate este recunoscut ca una dintre cele mai importante atracții turistice din Beijing. La începutul toamnei, peisajul natural din parc se transformă spectaculos, cu partea montană fiind acoperită de frunzele de un roșu aprins ale scumpiilor. În fiecare an, mii de turiști se plimbă cu telecabinele prin parc pentru a se bucura de dealurile în culori de toamnă. Anual, în parc are loc marea deschidere a Festivalului Frunzei Roșii din Beijing.
În parc se află și un hotel eponim, proiectat de I. M. Pei, construcție care este mult mai tradițională decât majoritatea proiectelor sale.

## Trasee
Există două trasee principale prin parc. Primul traseu trece prin zona de nord, cu Lacul Ochelarilor (Lacul Yanjing) și podul, Studioul Inimii Liniștite (Jianxin Zhai) și Templul Luminos (Zhao Miao). Studioul Inimii Liniștite a fost construit în timpul dinastiei Ming (1368-1644) și este un parc amenajat în interiorul Parcului Dealurilor Parfumate. Templul Luminos este un mare complex templier tibetan construit în 1780 ca reședință pentru cel de-al șaselea Panchen Lama în timpul vizitelor sale la Împăratul Qianlong. Clădirile din complex au fost parțial arse. Au supraviețuit incendiilor o arcadă maiestuoasă faianțată în fața complexului, o terasă și o pagodă faianțată. Clopotele atârnate pe streașinile pagodei cântă în briză.
Al doilea traseu trece prin zona de sud a parcului. Principalele atracții de-a lungul traseului includ Lacul Verde al Liniștii (Lacul Jingcui), Vila Shuangqing, Templul Parfumat și Vârful Arzătorului de Tămâie. Acest traseu este mult mai dificil, deoarece traversează cel mai înalt vârf, Vârful Arzătorului de Tămâie.
Un alt punct de interes în parc este Vila Shuangqing, cândva reședință a lui Mao Zedong și sediu timpuriu al Comitetului Central al Partidului Comunist din China.
Templul Norilor Azurii (Biyun Si) este situat chiar lângă poarta de nord a parcului.

## Legături externe
- Fragrant Hills Park. Site-ul oficial al Jocurilor Olimpice de la Beijing 2008.